# Мохаммед, Эбтиссам
Эбтиссам Мохаммед (араб. ابتسام محمد‎, англ.  Ebtissam Zayed Ahmed Mohamed, род. 25 сентября 1996, Суэц) — египетская шоссейная и трековая велогонщица.

## Карьера
Эбтиссам Мохаммед начала свою карьеру велогонщицы в 2011 году. Сначала она занимала подиум на чемпионатах арабских стран и Панарабских играх среди юниоров и взрослых. В 2013 году она выиграла серебро в групповой и бронзу в индивидуальной гонках на чемпионате Африки по шоссейному велоспорту. В сезоне 2014/2015 была приглашен тренироваться во Всемирном центре велосипедного спорта в Африке (World Cycling Centre Africa, WCCA).
С 2015 года ежегодно участвует в чемпионате Африки по трековому велоспорту где постоянно становится чемпионкой и призёром в различных дисциплинах. В 2015 году она стала чемпионкой в индивидуальной гонке на время и выиграла шесть золотых медалей в треке на чемпионате арабских стран в Шардже.
Приняла участие в Африканских играх 2015 года, проходивших в Браззавиль (Республика Конго).
В 2016 году была включена в состав сборной Египта для участия в летних Олимпийских играх в Рио-де-Жанейро, став единственной африканской велогонщицей на них в соревнованиях на треке. На Играх она выступила в спринте, заняв в квалификации последнее 27-е место и не вышла в первый раунд. Это было всего третье участие Египта в велоспорте на Олимпийских играх после 1924 года в Париже и 2000 года в Сиднее. Осенью этого же года выступила на чемпионате мира по шоссейному велоспорту, прошедшем в Дохе (Катар).
В 2018 году на чемпионате Африки по трековому велоспорту выиграла золото во всех семи проводившихся дисциплинах, включая впервые проводившийся среди женщин омниум.
Она также несколько раз становилась чемпионкой Египта в различных дисциплинах.
В сезоне 2021 года присоединилась к только что созданной команде Dubai Police Cycling Team зарегистрированной в ОАЭ.

## Достижения

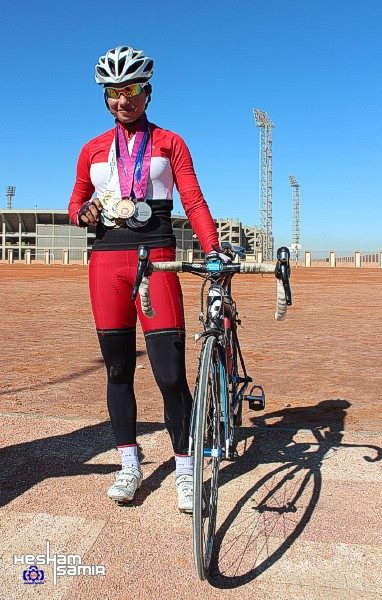
С медалями чемпионатов в 2016 году.

### Трек
2015
Чемпионат Африки
 — омниум
 — индивидуальная гонка преследования
2016
Чемпионат Африки
 — кейрин
 — спринт
 — гонка по очкам
 — 500 метров
 — командный спринт (с Дониа Рашван)
 — индивидуальная гонка преследования
2017
Чемпионат Африки
 — кейрин
 — индивидуальная гонка преследования
 — скрэтч
 — командный спринт (с Дониа Рашван)
2018
Чемпионат Африки
 — кейрин
 — спринт
 — командный спринт (с Дониа Рашван)
 — индивидуальная гонка преследования
 — командная гонка преследования (с Дониа Рашван, Марьям Мухаммад, Надин Аладдин)
 — гонка по очкам
 — скрэтч
2019
Чемпионат Африки
 — гонка по очкам
 — омниум
 — 500 метров
 — кейрин
 — скрэтч
 — мэдисон (с Марьям Элнаггар)
Чемпионат Египта
 — 500 метров
 — индивидуальная гонка преследования
 — омниум
2020
Чемпионат Африки
 — индивидуальная гонка преследования
 — гонка по очкам
 — скрэтч
 — омниум
 — командный спринт (с Марьям Мухаммад)
Чемпионат Египта
 — кейрин
 — омниум

### Шоссе
2011
 Чемпионат арабских стран по велоспорту — групповая гонка U19
 Панарабские игры — командная гонка
 Панарабские игры — групповая гонка
2012
 Чемпионат арабских стран по велоспорту — групповая гонка
 Чемпионат арабских стран по велоспорту — индивидуальная гонка
2013
 Чемпионат Африки — групповая гонка (юниорки)
 Чемпионат Африки — командная гонка (юниорки)
 Чемпионат Африки — индивидуальная гонка (юниорки)
2017
 Чемпионат Африки — командная гонка

#### Рейтинги
| Год                 | 2015  | 2016 | 2017  | 2018  | 2019  | 2020 | 2021  | 2022 | 2023  | 2024  |
| ------------------- | ----- | ---- | ----- | ----- | ----- | ---- | ----- | ---- | ----- | ----- |
| Мировой рейтинг UCI | 424-й | -    | 290-й | 599-й | 478-й | -    | 217-й | 99-й | 211-й | 218-й |
|                     |       |      |       |       |       |      |       |      |       |       |
| Источник: UCI       |       |      |       |       |       |      |       |      |       |       |

### Маунтинбайк
2018
 Чемпионат Африки — кросс-кантри U23